# Fleur de lis

Floarea de crin (Fleur de lys), simbol al regalității provenit din tradiția franceză.

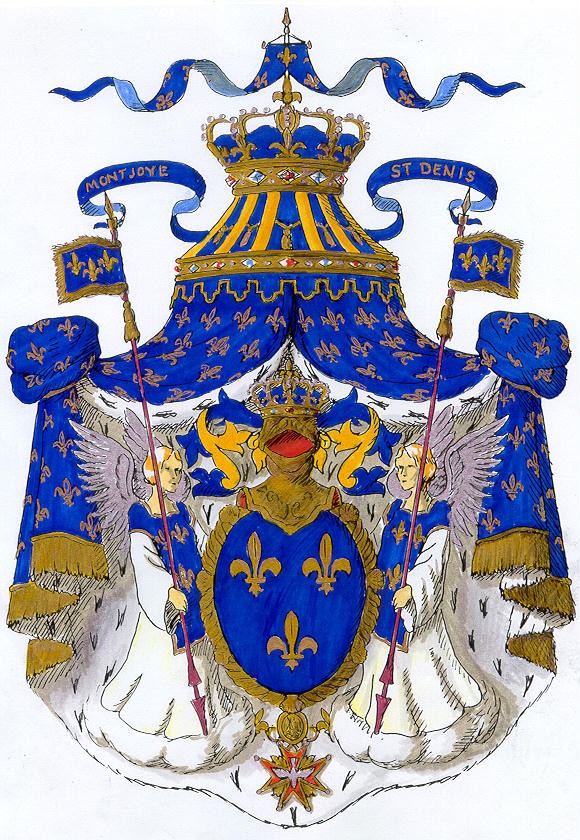
Floarea de crin este reprezentată atât în centrul Stemei Regale franceze, cât și în medalia Ordinului Saint-Esprit și în alte steme.

Fleur de lys (sau fleur de lis) este un simbol heraldic al regalității, provenit din tradiția monarhică franceză, larg răspândit, ce amintește de forma florii de  Iris.

## Istorie
Sub domnia lui Ludovic al VII-lea, a apărut expresia „fleur  de lys”, iar florile de crin de aur pe câmp de azur au devenit stema Franței și emblema specifică a regalității franceze.

## Fleur de lysîn Stema României
În Stema Regală a României, capătul sceptrului care este ținut în gheare de către acvila romană are forma florii de crin.